# Taphrinomycotina
Taphrinomycotina é um dos três subfilos de Ascomycota (fungos que formam os seus esporos em ascos) e é mais ou menos sinónimo com o ligeiramente mais antigo e inválido Archiascomycetes. Estudos moleculares recentes sugerem que o grupo é monofilético e basal em relação aos restantes Ascomycota.
Schizosaccharomycetes são leveduras que se reproduzem por fissão, ao contrário da maioria das outras leveduras que se reproduzem por gemulação, a maioria das quais se encontra no subfilo Saccharomycotina.
Taphrinomycetes são parasitas vegetais dimórficos (como Taphrina) com um estado de levedura e um estado com hifa nas plantas infectadas. Tipicamente infectam as folhas, amentos e ramos.
As espécies de Neolectomycetes encontram-se agrupadas num único género, Neolecta, sendo os únicos membros do subfilo que formam corpos frutíferos, e que crescem das pontas de raízes. Podem ter um estado de levedura.
Pneumocystidomycetes inclui também um só género, Pneumocystis, ao qual pertence Pneumocystis pneumonia, agente causador da pneumonia pneumocística em humanos. Todas as espécies infectam os pulmões de mamíferos e são leveduras.